# Billy Edwards
Billy Edwards est un boxeur anglais combattant à mains nues né le 21 décembre 1844 à Birmingham et mort le 12 août 1907 à Brooklyn, New York.

## Carrière
Il commence la boxe à 14 ans et affronte Sam Collyer pour le titre de champion des États-Unis des poids légers le 24 août 1868. Edwards remporte le combat au 34e round et conserve son titre jusqu'en 1872. Il se retire en 1884 après une défaite au 3e round face à Charlie Mitchell et entrainera par la suite le célèbre boxeur poids lourds John L. Sullivan, premier champion du monde de la catégorie selon les règles du Marquis de Queensberry.

## Distinction
- Billy Edwards est membre de l'International Boxing Hall of Fame depuis 2004.